# 명동에 밤이 오면
명동에 밤이 오면(明洞에 밤이 오면, When Night Falls At Myeongdong)은 한국에서 제작된 이형표 감독의 1964년 멜로/로맨스 영화이다. 남궁원 등이 주연으로 출연하였고 우기동 등이 제작에 참여하였다.

## 출연

### 주연
- 남궁원
- 최은희
- 김승호

## 제작진
- 조명: 강용신
- 미술: 정우택